# ドノヴァン (映画)
『ドノヴァン』(The Donovan Affair) は、プレ・コード時代の1929年に制作された、殺人事件をコメディ調に取り上げたフランク・キャプラ監督によるアメリカ合衆国の映画。ハリー・コーンがコロンビア ピクチャーズのためにプロデュースした本作は、オウエン・デイヴィスによる同名の戯曲を原作としている。サウンドトラック・ディスクに収められていたオリジナル・サウンドトラックは、今日では失われているが、上映のために再制作されている。

## あらすじ
素敵なパーティーの最中に停電となった後、ジャック・ドノヴァン（ジョン・ロシュ）が死んでいることが分かる。キリアン捜査官（ジャック・ホルト）が現場に呼ばれる。捜査の一環として、彼は殺人に至る一連の出来事の再現を求める。照明が消えると、また別のひとりが死んでいる。キリアン捜査官は、もう一度の再現を求める。

## キャスト
- ジャック・ホルト（英語版） - キリアン捜査官 (Inspector Killian)
- ドロシー・リヴィア（英語版） - ジーン・ランキン (Jean Rankin)
- ウィリアム・コリア・ジュニア（英語版） - コーニッシュ (Cornish)
- アグネス・エアーズ - リディア・ランキン (Lydia Rankin)
- ジョン・ロシュ（英語版） - ジャック・ドノヴァン (Jack Donovan)
- フレッド・ケルゼー（英語版） - カーニー (Carney)
- ハンク・マン - リンゼイ博士 (Dr. Lindsey)
- ウィーラー・オークマン - ポーター (Porter)
- ヴァージニア・ブラウン・フェア（英語版） - メアリ・ミルズ (Mary Mills)
- アルフォンス・エシア（英語版） - ピーター・ランキン大尉 (Captain Peter Rankin)
- エドワード・ハーン（） - ネルソン (Nelson)
- エセル・ウェールズ（英語版） - リンゼイ夫人 (Mrs. Lindsey)
- ジョン・ウォーレス (John Wallace) - ドブス (Dobbs)
- アラン・キャヴァン（英語版） - ギャンブラー (Gambler)：クレジットなし
- シェリー・ホール (Sherry Hall) - ギャンブラー (Gambler)：クレジットなし